# Sčítání lidu 1930 v Československu
Sčítání lidu 1930 v Československu bylo celostátní sčítání lidu na území Československa.

## Okolnosti sčítání
Druhé československé sčítání lidu se uskutečnilo k 1. prosinci 1930 podle zákona č. 47/1927 Sb. Vycházelo ze zkušeností sčítání lidu 1921, avšak program sčítání byl v několika směrech rozšířen.
Poprvé (a jako v jedné ze tří evropských zemí) bylo součástí sčítání zjišťování a podrobné zpracování fertility (plodnosti) žen, což mělo mimořádný význam pro zkoumání reprodukce obyvatelstva v Československu. Z nových znaků zařazených do sčítání je třeba uvést i zjišťování minulého bydliště sčítaných, pokud osoba nebyla sečtena v obci svého narození („rodáci“). Dále se zjišťovalo místo, odkud se sčítaná osoba přistěhovala do místa, kde byla nyní sčítána.
Za zmínku stojí rozdílnost v pojetí národnosti. Sčítání lidu v roce 1930 zjišťovalo sice opět národnost přímo, ale s návodem, že se národnost zapíše zpravidla podle mateřského jazyka. Stejně jako při sčítání v roce 1921 byla definice národnosti předmětem kritiky z řad reprezentantů národních menšin i z řad většinové populace. Již v minulosti se významní demografové přikláněli k názoru, že při sčítání lidu by se mělo zjišťovat obojí, tj. jak národnost, tak i mateřský jazyk. Toto doporučení však bylo uplatněno až při sčítání v roce 1970, 1991 a 2001.
Při sčítání v roce 1930 byla zjišťována a zpracována opětovně gramotnost obyvatelstva, tj. znalost čtení a psaní, a to v řadě cenných kombinací, např. podle národnosti apod. V tomto sčítání se objevily také otázky na tělesné vady obyvatelstva, což zůstávalo aktuální zejména z hlediska krátké doby, která uplynula od ukončení první světové války. Prohloubily se také informace o povolání a zjišťování i vedlejšího povolání. Poprvé byly podrobněji zpracovány údaje za domácnosti, rodiny a manželství.
Obdobně jako v roce 1921 byl spolu se sčítáním lidu proveden soupis bytů, avšak pouze v obcích, které měly 10 tisíc a více obyvatel, což představovalo zahrnutí 17 % obyvatel republiky.

## Obsah sčítacího formuláře
Formulář obsahoval následující otázky:
1. Řadové číslo
2. Příjmení
3. Jméno
4. Příbuzenský nebo jiný poměr k přednostovi domácnosti
5. Pohlaví
6. Den, měsíc a rok narození.  U žen, které jsou nebo byly provdány
7. a) u všech datum posledního sňatku
8. b) u ovdovělých a rozvedených a rozloučených datum ovdovění, resp. rozvodu nebo rozluky  Počet dětí narozených v posledním manželství
9. a) všech živě narozených
10. b) z nich zemřelo
11. Rodiště (obec, okres, země)
12. Kdy se sčítaný přistěhoval do obce
13. Odkud se přistěhoval do obce
14. Státní příslušnost a domovská příslušnost
15. Národnost (mateřský jazyk)
16. Náboženské vyznání nebo bez vyznání
17. Znalost čtení a psaní (jen u osob starších 6 let)
18. Druh povolání (hlavní, vedlejší)
19. Postavení v povolání (hlavním, vedlejším)
20. Označení závodu a místa závodu
21. Zdali je přítomen v obci trvale nebo dočasně
22. Je-li dočasně, kde bydlí trvale
23. Tělesné vady

## Průběh a výsledky sčítání 1930
Výsledky sčítání lidu 1930 byly vydány v osmi svazcích Československé statistiky a zpracování údajů o bytech pak v samostatném svazku. V roce 1934 byl vydán 1. díl Statistického lexikonu obcí v republice Československé, který zahrnoval území Čech. V následujícím roce pak vyšel 2. díl za zemi moravsko-slezskou.
Sčítání lidu z roku 1930 (stejně jako sčítání v roce 1921) bylo jak z hlediska obsahového, tak i z hlediska zpracování, vyhodnocení a publikování na vysoké úrovni. Poměrně široký publikační systém s hlavními výsledky sčítání byl doplněn publikováním podrobné dokumentace všech fází sčítání, čímž poskytuje neocenitelné informace a vysvětlení důležitých skutečností o přípravě a průběhu, o zpracování i vyhodnocování.
Další sčítání lidu se mělo uskutečnit v roce 1940. Jeho konání na okleštěném území Protektorátu Čechy a Morava zabránili čeští politici a demografové s odůvodněním nepřipravenosti a hlavně s úmyslem neposkytnout okupační mocnosti spolehlivé podklady pro válečné hospodářství. První poválečné soupisy z let 1946 a 1947 v obnoveném Československu představovaly pouze dílčí akce a úplné sčítání lidu se uskutečnilo až v roce 1950.